# 安美錦竜児
安美錦 竜児（あみにしき りゅうじ、1978年10月3日 - ）は、青森県西津軽郡深浦町出身で伊勢ヶ濱部屋（入門時は安治川部屋）に所属していた元大相撲力士。本名は杉野森 竜児（すぎのもり りゅうじ）、インターネット上では「あみたん」と呼ばれている。血液型はA型。得意技は、右四つからの寄り、出し投げ、力も強く独特の間合いをとり変化も使う。趣味はドライブ、ゴルフ、映画鑑賞。好物はワイン、シャンパン。嫌いなものは梅全般。最高位は東関脇（2007年9月場所 - 2008年1月場所）。いつも微妙な取り組みにより行司が軍配を上げにくい相撲をとるため「行司泣かせ」の異名を持つ。現在は年寄・安治川。

## 来歴
先に安治川部屋へ入門していた安壮富士は実兄で、大相撲史上16組目の兄弟関取である。祖父は土地相撲でも活躍した元出羽海部屋の力士で、師匠の伊勢ヶ濱親方（元横綱・旭富士）は父の従兄弟（所謂、いとこ叔父）に当たる。実家はJR北金ヶ沢駅前の「杉野森旅館」 で、父は漁師・旅館業の傍ら青森県相撲連盟の要職を務めた。3人兄妹の第2子（兄と妹がいる）として生まれる。

### 入門前
深浦町立修道小学校1年生時に父の主宰する相撲道場「天心館」に入って相撲を始めた。深浦町立大戸瀬中学校、青森県立鰺ヶ沢高等学校では相撲部で活躍し、兄の安治川部屋入門時には「彼よりもっと強い弟がいる」と関係者に言われたほどだった。高校時代の監督であった一戸琢哉はたびたび稽古の途中で中断を命じては「今なぜそうしたのか」と動きの意図を入念に問いかける指導方針で知られていた。同郷の力士である海鵬は小・中・高の5年先輩で憧れの存在だった。高校3年時の選抜高校相撲十和田大会で優勝、同年の全日本相撲選手権大会に出場するが1回戦敗退に終わる（優勝は田宮啓司（のちの琴光喜））。
日本大学相撲部から勧誘を受けたが、先に大相撲入りした兄の姿に強い感銘を受けたことから、高校卒業とともに大相撲入りを志し、兄と同じく安治川部屋に入門する。

### 下積み時代、ケガによる挫折
四股名は、初土俵時は本名の「杉野森」、三段目昇進を機に「故郷に錦を飾る」との意味を込めて「安美錦」と師匠の伊勢ヶ濱親方（当時の安治川親方：元横綱・旭富士）が命名した。もっとも「安美錦」の四股名は入門時点で決まっていたもので、安治川部屋のロッカーには入門当初から「安美錦」と書かれていた。
1997年1月場所初土俵。高校で実績のあった杉野森の強さは入門当初から際立っていて、前相撲を終えたばかりの2月には出稽古に行った大島部屋で幕下相手に勝っている。同年3月場所は7戦全勝としたが、優勝決定戦で同期・同部屋・同学年の安大葉に敗れ序ノ口優勝はならなかった。同年5月場所も序二段で6勝1敗とし同年7月場所は早くも三段目に上がった。
新弟子の頃は安治川の付け人を行っていた。幕下時代の安美錦を毎日新聞が取材したところによると、その頃は1日80番の申し合いを行っていたという。食事では他の力士のテーブルとは別のテーブルに一杯並べられたおかずと丼飯5杯を食べるように命じられたが、それらを平らげてもなお朝起きたら体重が減るほど稽古は厳しかった。もっとも安美錦自身は稽古よりも体重を増やすための食事のほうが辛かったとしている。
2000年1月場所に新十両へ昇進、安治川（旭富士）の下へ入門した弟子の中で最初の関取になった。同年7月場所に新入幕を果たした。新入幕の時点では幕内最年少・最軽量であった。新入幕の場所となった7月場所では10勝5敗の好成績を挙げて初の敢闘賞を受賞した。2002年3月場所には10勝5敗の好成績を挙げて初の技能賞を受賞した。
2003年1月場所8日目には横綱・貴乃花を初挑戦で送り出しで破り、自身初となる金星を獲得した。その翌日に貴乃花はこの取組を最後に現役引退を表明したため、貴乃花の現役最後の対戦相手となった。同年5月場所には11勝4敗の好成績を挙げて2回目の技能賞を受賞した。翌7月場所には横綱・武蔵丸を破り2個目の金星を獲得した。だが2003年7月場所11日目の闘牙戦で前十字靱帯と半月板を損傷する重傷を負い、翌日から休場。この怪我は当時まだ小兵の範疇から抜け出していない体格であったことが原因で起こったとされており、師匠の安治川も「早いうちから体をつくっておけば、あんなことは起きなかったかもしれない。もったいない」と悔やんでいた。医者からは即手術を勧められたが、手術すれば復帰まで半年を要することと「やってみたら意外にそこそこの相撲はとれた」と感じたことから敢えて手術せずに膝の周りを鍛え、怪我と付き合いながら戦い続ける道を選んだ。

### 怪我を乗り越え、名うての技巧派に
2005年9月場所、朝青龍に勝利し3個目の金星。
2006年9月場所では11勝4敗の好成績を挙げて3回目の技能賞を受賞し、翌11月場所において新入幕から所要38場所で新小結へ昇進した。この11月場所では兄である安壮富士も同時に幕内に昇進して、兄弟揃っての幕内力士となった。2007年5月場所では朝青龍を破って4個目の金星を獲得し、9勝6敗と勝ち越しを果たして初の殊勲賞を受賞し、西小結の位置で迎えた翌7月場所でも初日に朝青龍を破り、この場所で優勝した朝青龍に唯一の黒星を付けて、8勝7敗と勝ち越しを決めて2場所連続となる2回目の殊勲賞を受賞した。翌9月場所において新入幕から所要43場所で関脇への昇進を果たし、その9月場所では大鵬・千代の富士・琴欧州に続き史上4人目となる新関脇の初日からの8連勝での勝ち越しを達成した。新関脇で初日から8連勝した力士は過去に全員が大関以上に昇進しているが、このことに言及された際には「オレは確実に期待を裏切るね」と記者たちをはぐらかした（結果的にその言葉通り安美錦は大関に昇進することは出来なかった）。その後9日目から5連敗したが、最終的に10勝5敗と二桁勝利を挙げた。翌11月場所でも8勝7敗と勝ち越しを決めたが、翌2008年1月場所では5勝10敗と大きく負け越し、平幕へ陥落した翌3月場所では横綱・白鵬を破り5個目の金星を獲得したものの6勝9敗と負け越した。同年5月場所ではその場所で優勝した琴欧洲に唯一の黒星を付け、10勝5敗の好成績を挙げて3回目の殊勲賞を受賞した。同年9月場所では朝青龍を破って6個目の金星を獲得して8勝7敗と勝ち越しを決め、西小結へ復帰した翌11月場所では1横綱2大関を破る活躍を見せて8勝7敗と勝ち越し、4回目の殊勲賞を受賞した。翌2009年1月場所では関脇へ復帰したものの、中日の朝青龍戦で古傷の右膝を負傷して途中休場した。同年5月場所では朝青龍を破って7個目の金星を獲得したものの5勝10敗と大敗した。続く7月場所では11勝4敗の好成績を挙げて4回目の技能賞を受賞し、2010年1月場所でも11勝4敗の好成績を挙げて5回目の技能賞を受賞した。
2012年5月場所では初日に白鵬を破り、その後3大関を倒す活躍で殊勲賞の候補に挙がったが、千秋楽の相撲で碧山に敗れ、7勝8敗と負け越して受賞を逃した。それからしばらくは平幕上位と三役を往復してきたが、2013年9月場所は9勝6敗の勝ち越しながら怪我で千秋楽を休場して不戦敗を喫した。
2007年11月30日に師匠の安治川親方が年寄名跡を伊勢ヶ濱に変更したのに伴い、年寄・安治川の名跡を取得。
東前頭3枚目だった2014年5月場所は、新関脇だった2007年9月場所以来となる初日から4連勝を記録するなど好調で、最終的には10勝5敗の好成績を挙げた。翌7月場所は東小結の地位で土俵に上がり、3勝12敗と振るわなかった。千秋楽の打ち出し後、白鵬が部屋関係者の不手際により優勝パレードの旗手を手配されず困っていたところ、一門の関取である安美錦が名古屋市内にまだいたことで愛知県体育館に駆けつけて大失態を免れるという珍事が発生した。東前頭6枚目で迎えた次の9月場所は5日目からの8連勝もあり、最終的に10勝5敗の好成績と技能賞を手にした。
2015年3月場所は初日から7連勝と好調、9日目に勝ち越したが10日目の德勝龍戦で膝を痛め途中休場した。

### 怪我との戦い、ベテラン力士として
東前頭筆頭で迎えた2016年1月場所は3日目の鶴竜戦で7年ぶり8個目の金星を獲得し、これが元関脇・寺尾（現・錣山）の89場所を抜いて昭和以降で最長となる新入幕から93場所目での金星となった。しかしインフルエンザにより6日目から休場、中日から再出場するもこの場所は結局6勝8敗1休に終わって勝ち越しを逃した。関取最年長37歳で迎えた5月場所2日目の栃ノ心戦で左アキレス腱を断裂し、3日目から休場することが決まった。さらに翌場所も初日から全休した。このため、同年9月場所では2004年11月場所以来約12年ぶりとなる十両へ陥落した。関取連続在位100場所目を陥落した十両で迎えた安美錦であり、この場所は体の張りにも欠けて相撲ぶりも観衆から悲鳴が上がるなど安定していなかったが、千秋楽に勝ち越しを決めて8勝7敗。 2017年3月場所と続く5月場所は終始十両優勝に加わっての9勝6敗。特に後者に至っては千秋楽の錦木戦を勝てば戦後最年長の十両優勝となるところであったが、取り直しの末に黒星。この場所の相撲ぶりについてはスポーツ紙から「左右の動きが機敏になった」と評されている。なお、5月場所13日目の貴源治戦で白星を収めたことで元関脇・安芸乃島に並ぶ歴代10位の通算822勝目を挙げたことになる。4月29日、30日の2日間に渡って行われた「ニコニコ超会議場所 2017」では土俵下でスマートフォンを操作してニコニコ生放送に参加し、ファンサービスを行った。
7月場所自体は14日目の大奄美戦で反則勝ち（後述）を得る幸運もあって、10勝5敗と十両優勝次点の好成績を挙げた。こうして再入幕の可能性をつかんだ安美錦は「自信にもなる二桁勝利。番付（再入幕）は厳しいかな。年齢は加味されないからね。（幕内から）いっぱい落とせばいいのに。年寄り2人（妙義龍も十両4枚目で10勝）が勝ってるんだから。若い人はこれからもチャンスあるんだから。朝乃山より話題になるよ」と訴えた。結局、十両の好成績者が多かったことと幕内からの陥落者が少なかったことが重なり、本人が前掲コメントで予想した通り10勝を挙げながら9月場所は僅か2枚半しか番付が上がらなかった。東十両2枚目で迎えた9月場所は、3日目に久しぶりの幕内の土俵で德勝龍を破るなど、初日から3連勝と好調の滑り出しを見せた。最終的に10勝5敗と二桁白星を挙げて、十両の優勝決定戦に進出した。進出者は自身も含めて4人で、中には同部屋の誉富士もいたが、トーナメント形式の1回戦で琴勇輝に敗れて、十両優勝を逃した。10月8日の秋巡業富士場所の十両の申し合いでは相手を力士を翻弄し、10番取って7勝3敗であった。
10月3日に39歳の誕生日を迎えて10月30日に発表された11月場所の番付では、西前頭13枚目となり、8場所ぶりに幕内に復帰した。39歳0ヶ月での再入幕は、土佐ノ海の記録（38歳6ヶ月）を更新する、昭和以降で最年長の記録となった。最年長再入幕を達成した安美錦は「3人目（の子供）が相撲をわかるまで取れたらいいなと…。そこまで、いったいいくつになっちゃうんだろう」と笑顔もみせた。幕内に復帰したことで、横綱・日馬富士の露払いを久々に務め、11月場所では初日から5連勝とした。中盤以降負けが込んだが、千秋楽に勝ち越しを決めて、8勝7敗で新入幕だった2000年7月場所以来、103場所ぶり自身2度目の敢闘賞を受賞した。この敢闘賞は、この場所を入院中のため休場した二所ノ関審判部長の代理を務めていた師匠の伊勢ヶ濱が、「この年齢でよく頑張った」という理由で三賞選考委員会で自ら候補に名を挙げ、過半数の賛成を得て受賞が決定したものだった。幕内では2015年11月場所以来、2年ぶりの勝ち越しとなったことで、千秋楽の取組後には涙を流して喜んだ。

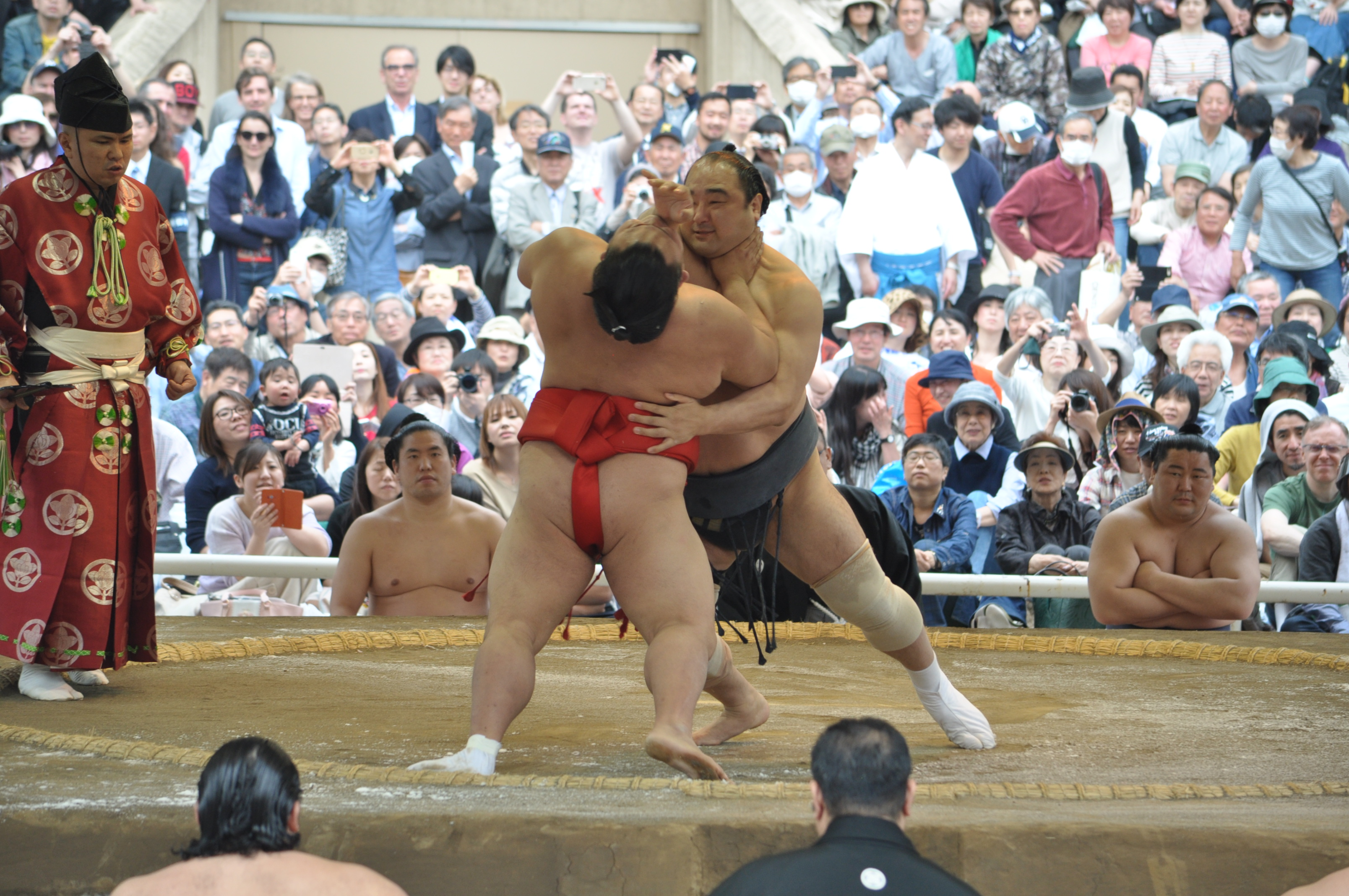
靖国神社奉納大相撲 安美錦関の相手は旭日松関（2017年4月17日撮影）

### 現役終盤
2018年1月場所は1勝3敗で5日目の取組で敗れた際に「ゴリゴリといった」と膝を痛め、師匠は「靭帯ではなくヒビが入っていた」と説明。6日目から「右脛骨（けいこつ）骨挫傷、右膝関節血症により約2週間の安静を要する見込み」との診断書を提出し、2016年7月場所以来10度目の休場。魁聖戦は不戦敗。炎症が治まれば再出場すると言っていたが10日目から実際に強行出場した。13日目まで連敗してしまうが13日目に白星。この場所は3勝9敗3休になった。再び十両に番付を下げた3月場所は、初日から4連敗を喫するなど出だし不調だったが、中日以降を6勝1敗と持ち直して千秋楽に勝ち越しを決めた。5月場所は39歳6ヶ月で再入幕となり、自身の持つ昭和以降で最高齢の再入幕記録を更新した。2019年3月場所千秋楽の白星で史上8人目となる通算900勝を達成。
2019年7月場所は西十両11枚目の地位だったが初日から2連敗し、さらに2日目の竜虎戦で右膝を痛め休場。状態を見て再出場も視野に入れていたが回復が遅れ、幕下陥落が決定的になり10日目の16日に現役引退を発表。当初は同日中に引退届を提出する予定であったが、手続上の理由により同日には提出されなかった。翌17日、現役引退と年寄・安治川襲名が正式に承認された。承認が取組終了後であったため、11日目は休場扱いとなった。引退会見では涙を見せず、「すっきりしている。悔いはまったくない」と断言した。思い出の取組としては2017年11月場所千秋楽の敢闘賞を受賞した一番である千代翔馬戦を挙げた。
安美錦の引退により、20世紀に関取昇進、入幕を果たした力士、なおかつ貴乃花・武蔵丸の両横綱と対戦した力士は全員が土俵を去った。

### 引退後
断髪および安治川襲名披露式は当初、2020年10月4日に行われる予定であったが、新型コロナウイルスの感染拡大状況を鑑み、2021年5月30日に延期され、さらに2022年5月29日（予定）に延期された。
2020年5月31日、出身地の青森県深浦町が安治川と父親（元青森県相撲連盟会長、元東北相撲競技会副会長）の功績を称え、功労褒賞を贈ったことが分かった。
2021年4月から早稲田大学大学院スポーツ科学研究科修士課程（1年制）で学ぶことを明らかにした。1年早く同課程に入った二所ノ関（稀勢の里）と同じく「新しい相撲部屋経営の在り方」を研究テーマとし、具体的なテーマとしては「相撲部屋におけるおかみさんの役割」を挙げ、修士論文を書き上げて修了した。
甥の桜庭燎は2022年11月場所初土俵。桜庭は中学校時代には体重別（75kg未満）で青森県1位、全国ではベスト8。地元の青森県立五所川原農林高等学校に進学し、インターハイに出たり、東北地区2位に輝いたりした。12月1日、内弟子の桜庭1人を連れて伊勢ヶ濱部屋から独立し、新設扱いで安治川部屋を再興した。2023年2月1日付で初めて審判部に加入する形となった。

## 略歴
- 1997年1月場所 - 初土俵
- 2000年1月場所 - 新十両
- 2000年7月場所 - 新入幕
- 2006年11月場所 - 新小結
- 2007年9月場所 - 新関脇
- 2015年9月場所 - 旭天鵬、若の里の引退により、関取最年長になる
- 2019年7月場所 - 11日目に引退
- 2020年10月4日 - 断髪式 - 延期
- 2021年5月30日 - 断髪式 - 延期
- 2022年5月29日 - 断髪式

## 取り口・取組に関するエピソード
- 長年に渡って右膝が不調であり「申し合いは1日10番が限界」であることも関係して三役では勝ち越しが厳しい状況ではあるが、膝の調子さえ良ければ三役でも十分な成績を残せる力士であり、大相撲解説者の舞の海秀平（元小結・舞の海）は「右膝の怪我さえ無ければ間違いなく大関になっている」と高く評価している[54]。しかし本人は2015年3月のインタビューでNHKアナウンサー・藤井康生に対して「怪我をしていなかったらもう相撲を辞めているのではないでしょうか。怪我をするまではそこまで考えて取っていなかったです。怪我をしてからどんどん上に上がりました」と語っている。
- 基本的には右四つでの相撲だが、相手を上手出し投げから崩すことも得意で、時に応じて立合いからのど輪で一気に攻める押し相撲を見せたり、足を掛けるなどの小技も見せるといった多彩な相撲を取る。2001年3月場所の濱錦戦では、「裾取り」という珍しい決まり手で濱錦を破った。しかし本人曰く「がっぷりと組めるわけじゃないし、頭をつけてあとは差すだけ」という。相手に力を出させないで取るのが根本であり、自分の相撲を取ろうと思うことはそんなに多くないという[55]。
- 安美錦の取り口の変化について大至伸行は2014年3月場所前の座談会で「昔は技巧派だったのにベテランになるにつれて前に出る力が増した珍しいパターン」と説明しており、同じ座談会に参加していた元和歌乃山は「もともと巧いが体重が増えて押し相撲になってきた。相撲の幅が広がったことが、この年でも幕内上位で取れる要因ではないのか」と分析していた[56]。2014年11月場所前の座談会で元文化放送アナウンサーの坂信一郎は「今は完全な押し相撲」と取り口を評している[57]。
- 2009年9月場所12日目の『どすこいFM』では解説を務めていた錣山（元関脇・寺尾）は「普通の力士は立ち合い考えてしまうと、一歩遅れるんですよ。安美錦は考えて立っても、その通りに身体を動かせられるんです。それが凄い」と評していた。
  - 本人も「膝が悪いから稽古や本場所で相撲の組み立てを考えて質を高め、自分の考えたことができたか、やろうとしたかを大事にしている」と自覚しており、高校時代の恩師の指導に従っている[58]。
  - 2010年からは特注のカーボン製の装具をつけて土俵に上がっている。「これに出合っていなければもう引退している」という軽量の装具のおかげで膝の横ブレがなくなり、不安は軽減された[3][15]。
- 2017年5月場所13日目の貴源治戦。仕切りから呼吸が合わず、迎えた3度目の立合い。突っ張られて1度は徳俵に左足がかかった。それでも我慢して右四つに組むと、貴源治のあごの下に頭を差し込む。「頭をつけて相撲を取るなんて、稽古場でもしていないのにね。なんであんな相撲が取れたのかな」と安美錦は振り返る。止まらず攻め、相手の上手投げをこらえ、最後は引き込みながらの下手投げで一瞬早く、相手を転がした。取組後「感覚的には分からなかった。（土俵下で）パッと見たら、目の前に（お笑い芸人の）ナイツの塙さんがいたから、つい『勝った?』と聞いちゃった。『勝った』と言うけど、本当かなと思って土俵に上がったよ。向こうもビックリしたんじゃない」と笑わせた。その上で、18歳年下の若手には「お互いに（力を）出し合って、いい相撲が取れたね」と健闘をたたえ合った[22]。
- 俗に言う「上位キラー」として存在感を示しており、しばしば横綱・大関戦で活躍を見せる。特に琴欧洲には不戦勝も含めて6連勝したこともあった。連勝が止まってからも琴欧洲には相性が良く、通算で19勝16敗と勝ち越している。また朝青龍との対戦成績は6勝17敗（内不戦勝1）だが、そのうち4勝が金星であり、これは朝青龍が個人あたりに配給した金星では最多であった。多彩な技で上位を苦しめるため、好角家にはしばしばゼニの取れる相撲が取れる力士と評される[3]。
- 2017年7月場所14日目大奄美戦では髷掴みによる反則勝ちを得たが、その際には「髪の毛、どうしてくれるんだよ。少ない髪の毛をつかむかよ。この（髪の）量で反則勝ちするのも、なんか申し訳ないな。初めての勝負結果だね。今までないよ、つかむところがないんだから…」とコメントしている[12][59]。
- 2学年上の高見盛（現・東関）とは、同じ青森県出身で、実家が共に五能線沿線と比較的近い場所にあり、新十両、新入幕、初三賞も同時と何かと縁があり、「（高見盛は）極度の人見知りなので、巡業に行くと昔から知ってる私とよく飲みに行きました。」[60]と述懐している。高校時代に対戦した際は「まったく勝負になりませんでした」[60]。しかし幕内での対戦は非常に相性が良く、初顔で安美錦が負けた後、2007年5月場所の中日での対戦で敗れるまで、対高見盛戦には11連勝し、高見盛に「顔を見るのも嫌だ」[60]と言わしめた。なお、2005年11月場所中日の高見盛戦では、高見盛を大逆手という珍しい決まり手で破った。この決まり手は2001年1月に技が追加されてから幕内で初の快挙である。高見盛との取組は、現役時代に夢に薄笑いする高見盛が出る程度には意識していた[61]。
- 逆に千代大海には6勝18敗と相性が悪く、2007年11月場所までは15戦全敗と1度も勝利していなかった。2008年1月場所に初めて勝利してからは、同年9月場所と続く11月場所では変化して2連勝したが、続く2009年1月場所は変化を読まれて敗れた。その後は千代大海の衰えもあり、初勝利を挙げてからは5勝3敗と勝ち越した。他にも琴光喜に8勝19敗、魁皇に8勝18敗と大きく負け越すなどベテランの日本人大関には相性が悪かった。
- 名古屋場所は験が悪く、十両昇進以降の20場所で勝ち越しは7場所にとどまる。2010年以降負け越しが続き、2016年は夏場所でのアキレス腱断裂のため全休[12]した。引退も2019年の名古屋場所中で、ケガが理由だった。
- 生涯に獲得した金星8個の内6個は負け越した場所で獲得したものである。そのため「横綱に勝つと負け越す」というジンクスもついてまわった[62]。
- 2002年5月場所の武蔵丸との対戦は本人にとっては最も記憶に残る一番である。当時115㎏であった自身より100kg以上重い武蔵丸の巨体を見た安美錦は恐怖を覚えたといい、安美錦が土俵上で恐怖を覚えた相手は武蔵丸だけであった[63]。

## その他
- 妻・絵莉との出会いは、2012年12月の日馬富士横綱昇進祝賀会において後援者から紹介されたことによる。安美錦は絵莉と初めて会ったそのときに「この人と結婚する」と直感し、猛アタックを仕掛ける。2013年1月場所後にプロポーズ、2月には婚約発表、4月に入籍、6月に結婚披露宴、10月に第1子誕生と初対面から1年以内で目まぐるしく動いている[64][65]。絵莉は結婚するまで料理の経験がほとんどなく相撲の世界のことも何も知らなかったが、料理の勉強をして資格を取り、伊勢ヶ濱部屋の女将に相撲の世界を教わり、怪我の多かった安美錦をあらゆる面で支え続けた[66]。安美錦が引退後に安治川部屋を興せば絵莉が女将として奮闘する。夫妻の間には3子あり（第1子、第2子が女、第3子が男）。
- 対貴乃花戦の懸賞袋を友人でもあるやくみつるに寄贈した。やくは、その懸賞袋をテレビ東京『開運!なんでも鑑定団』に鑑定に出した際、安美錦のことを「うちの手の者」と呼んでいた。
- TBS『さんまのSUPERからくりTV』におけるコーナー「からくりビデオレター」に、安美錦の両親が2度も出演している。1度目は入門当初で、2度目は入幕したときだった。しかも2度目の入幕時には、父親が「横綱・貴乃花を最後に倒して引退させた」ことを、明石家さんまに自慢するという内容のものであった。2度目のときは兄弟も揃って出演している。
- 好きな歌手は長渕剛。「男らしい」という点が理由である。2007年2月の福祉大相撲では『とんぼ』を披露した。またバラエティ番組に出演する際もリクエストを受けることがあり、フジテレビ『平成教育委員会』でもアカペラで同曲を披露した。
- アキレス腱断裂の怪我を負ってしばらくした頃にはブルーハーツの曲をよく聴き、一番聴いていたのは『情熱の薔薇』であった。気持ちがふさぎ込んでいた時、妻が「歌でも聴きなさい」と勧めたことにより、この曲を聴くに至った[11]。
- インタビュールームでは冗談を言うことも多い。横綱を破って会場で座布団が大量に舞ったことを指して「座布団なくなるんじゃないかな」と言ったほか、2日続けてインタビューを受けた際に両日とも担当が三瓶宏志アナウンサーだったことから「（勝利の秘訣は）三瓶さんですね」などと言って笑わせた。だが膝が重症化してからはユーモアを控えてシリアスな発言に終始するようになり、囲み取材を自ら切り上げることが常態化した。それでも「場所前は相撲が取れる状況ではなかった」と自ら語る中で迎えた2014年9月場所では活躍を果たし、インタビュールームに呼ばれた際には往年のユーモアと明るさが戻っていた[67]。
- 2008年秋の巡業では、ちびっこ大相撲にてちびっこ力士の後ろ廻しを掴むなり、客席に向かって人差し指を回してみせてからジャイアントスイング、その後自らが目を回して転がってしまうパフォーマンスを見せた。その後も千鳥足で仕切りをしたり、立合い前にペットボトルのミネラルウォーターを飲んでみせるなどした。
- 近年ではネットショッピングに熱中しており、本人曰く「ひどい時は毎日ダンボールが届いている。これでも我慢しているんだけどね」とのことである[1]。
- 若い頃は野菜を食べないなど偏った食生活をしていたが、結婚してから食生活が改善されたという[55]。
- 2016年2月25日放送の「プレバト!!」(毎日放送)に出演。俳句の才能査定ランキングで第2位(凡人)となる。お題は『菜の花列車』で、安美錦が詠んだ句は「君恋し菜の花越しの汽車を待つ」。俳人の夏井いつきは『お題の写真の中の少女が、菜の花のなかで電車に乗ってやってくる想い人を待つ』という安美錦の意図を聞き、その人が菜の花の彼方からやってくるという描写にするため『菜の花越し』を『菜の花を来る』にすると才能アリになるはずの句であると評価した。
- 2017年11月場所には「幕内に戻ったら懸ける」と予てより約束していた高須克弥から高須クリニックの懸賞金を懸けてもらった[68]。
- 2017年の夏巡業中に書いた日刊スポーツの記事に使う絵日記として、夏巡業があるため海へ子供を連れて行ってやれないことを気にしてか、同年7月6日に生まれた第3子の長男と寝ながら海の夢を見ている絵を描いた。「せっかくの夏休みなのに、巡業で子どもたちと出かけられないからね。どこにも行けなかったから申し訳なくて、せめて海に行っている夢を子どもと一緒に昼寝しながら見ようと」とその意図を語りつつ「いや、巡業を休めば行けるよ」と軽口を叩いた[69]。
- 自身の引退に際して16代荒磯は「くせ者という言い方は悪いかもしれないけど、本当に強い力士。前半戦で安美関に勝たないと優勝争い、勝ち越しが見えてこなかった」と現役時代の実力を称賛し、さらに「アニキ肌。本当に心のある力士だった」と人間性を評した[70]。
- 2020年3月場所中、折からの2019新型コロナウイルス流行の影響で自身の引退相撲の宣伝が遠慮がちになっている様子が報じられた。仮に3月場所が通常開催なら観客にPRのチラシを配っていたところであったが、無観客場所となったためこれは取りやめになった[71]。
- 新型コロナウイルス感染拡大によって導入されたリモート取材に関して、2020年9月場所に「もし自分が現役なら?」と聞かれた際、「逆に、なんで応じないのかと思う」と全面的に肯定し、否定派と一線を画す立場を示した[72]。
- 2020年10月のインタビューによると、最近(新型コロナウイルスが流行する前)はカラオケでOfficial髭男dismの曲も歌ったという。また、タイ料理にもはまっているとのこと[63]。
- 2021年5月に横浜市戸塚区のアパートで飼われていたアミメニシキヘビが逃亡し、捜索と捕獲に関連した報道がされた当時、安美錦の四股名と読みが似ていたため、自身のツイッターに書き込みが増え、それに対して「私は逃亡しておりません」とコメントしている[73][74]

## 主な成績

### 通算成績
- 通算成績：907勝908敗55休 勝率.500
- 幕内成績：678勝730敗47休 勝率.482
- 現役在位：135場所
- 幕内在位：97場所
- 三役在位：15場所（関脇6場所、小結9場所）
- 関取在位：117場所（魁皇と並び歴代1位）

### 三賞・金星
- 三賞：12回
  - 殊勲賞：4回（2007年5月場所、2007年7月場所、2008年5月場所、2008年11月場所）
  - 敢闘賞：2回（2000年7月場所、2017年11月場所）
  - 技能賞：6回（2002年3月場所、2003年5月場所、2006年9月場所、2009年7月場所、2010年1月場所、2014年9月場所）
- 金星：8個
  - 貴乃花1個、武蔵丸1個、朝青龍4個、白鵬1個、鶴竜1個
    - 稀勢の里からの勝利経験はあるが、彼が横綱在位に対戦したことはなく、金星獲得もない。

### 場所別成績
| | 一月場所 初場所（東京） | 三月場所 春場所（大阪） | 五月場所 夏場所（東京） | 七月場所 名古屋場所（愛知） | 九月場所 秋場所（東京） | 十一月場所 九州場所（福岡） |
| --- | ----------------------- | ----------------------- | ----------------------- | --------------------------- | ----------------------- | --------------------------- |
| 1997年 （平成9年） | （前相撲）              | 西序ノ口42枚目 7–0      | 東序二段46枚目 6–1      | 東三段目84枚目 6–1          | 東三段目31枚目 5–2      | 西三段目3枚目 5–2           |
| 1998年 （平成10年） | 西幕下40枚目 4–3        | 東幕下29枚目 6–1        | 東幕下12枚目 4–3        | 西幕下9枚目 2–5             | 東幕下24枚目 3–4        | 東幕下32枚目 5–2            |
| 1999年 （平成11年） | 西幕下17枚目 5–2        | 東幕下11枚目 4–3        | 西幕下8枚目 4–3         | 東幕下5枚目 4–3             | 西幕下2枚目 4–3         | 西幕下筆頭 4–3              |
| 2000年 （平成12年） | 西十両13枚目 8–7        | 東十両8枚目 9–6         | 西十両2枚目 8–7         | 西前頭13枚目 10–5 敢        | 西前頭9枚目 7–8         | 西前頭10枚目 1–14           |
| 2001年 （平成13年） | 東十両6枚目 9–6         | 東前頭15枚目 8–7        | 西前頭10枚目 7–8        | 西前頭12枚目 7–8            | 西前頭13枚目 7–8        | 西前頭14枚目 8–7            |
| 2002年 （平成14年） | 東前頭10枚目 9–6        | 東前頭6枚目 10–5 技     | 東前頭筆頭 5–10         | 東前頭5枚目 6–9             | 西前頭7枚目 7–8         | 西前頭8枚目 9–6             |
| 2003年 （平成15年） | 東前頭4枚目 4–11 ★      | 東前頭9枚目 8–7         | 西前頭7枚目 11–4 技     | 西前頭筆頭 2–12–1 ★         | 西前頭9枚目 10–5        | 東前頭3枚目 5–10            |
| 2004年 （平成16年） | 東前頭8枚目 9–6         | 東前頭4枚目 3–12        | 東前頭11枚目 8–7        | 東前頭9枚目 4–8–3           | 東前頭16枚目 6–9        | 東十両2枚目 9–6             |
| 2005年 （平成17年） | 西前頭16枚目 7–8        | 西前頭17枚目 9–6        | 東前頭11枚目 8–7        | 西前頭9枚目 9–6             | 西前頭5枚目 7–8 ★       | 東前頭6枚目 7–8             |
| 2006年 （平成18年） | 東前頭7枚目 9–6         | 東前頭3枚目 7–8         | 西前頭3枚目 5–10        | 西前頭7枚目 8–7             | 西前頭3枚目 11–4 技     | 東小結2 6–9                 |
| 2007年 （平成19年） | 西前頭2枚目 4–11        | 東前頭9枚目 9–6         | 東前頭4枚目 9–6 殊★     | 西小結 8–7 殊               | 東関脇 10–5             | 東関脇 8–7                  |
| 2008年 （平成20年） | 東関脇 5–10             | 東前頭2枚目 6–9 ★       | 西前頭4枚目 10–5 殊     | 東前頭筆頭 6–9              | 東前頭4枚目 8–7 ★       | 西小結 8–7 殊               |
| 2009年 （平成21年） | 西関脇 3–6–6            | 西前頭5枚目 9–6         | 西前頭筆頭 5–10 ★       | 東前頭5枚目 11–4 技         | 西小結 7–8              | 西前頭筆頭 5–10             |
| 2010年 （平成22年） | 西前頭6枚目 11–4 技     | 西小結 8–7              | 西関脇 5–10             | 西前頭2枚目 6–7–2           | 西前頭4枚目 8–7         | 東前頭2枚目 8–7             |
| 2011年 （平成23年） | 西前頭筆頭 6–9          | 八百長問題 により中止   | 西前頭3枚目 7–8         | 西前頭3枚目 2–13            | 東前頭12枚目 10–5       | 東前頭6枚目 9–6             |
| 2012年 （平成24年） | 西前頭筆頭 9–6          | 西関脇 7–8              | 西小結 7–8              | 西前頭筆頭 6–9              | 東前頭4枚目 10–5        | 東小結 7–8                  |
| 2013年 （平成25年） | 東前頭筆頭 9–6          | 西小結 7–8              | 西前頭筆頭 6–9          | 西前頭3枚目 6–9             | 西前頭5枚目 9–6         | 西前頭筆頭 6–9              |
| 2014年 （平成26年） | 東前頭4枚目 6–9         | 東前頭6枚目 8–7         | 東前頭3枚目 10–5        | 東小結 3–12                 | 東前頭6枚目 10–5 技     | 西前頭筆頭 6–9              |
| 2015年 （平成27年） | 西前頭3枚目 6–9         | 東前頭6枚目 8–3–4       | 西前頭2枚目 6–9         | 東前頭4枚目 6–9             | 東前頭6枚目 8–7         | 西前頭3枚目 8–7             |
| 2016年 （平成28年） | 東前頭筆頭 6–8–1 ★      | 西前頭3枚目 7–8         | 西前頭3枚目 1–2–12      | 西前頭13枚目 休場 0–0–15    | 西十両10枚目 8–7        | 東十両8枚目 8–7             |
| 2017年 （平成29年） | 西十両7枚目 5–10        | 西十両12枚目 9–6        | 西十両8枚目 9–6         | 西十両4枚目 10–5            | 東十両2枚目 10–5        | 西前頭13枚目 8–7 敢         |
| 2018年 （平成30年） | 西前頭10枚目 3–9–3      | 東十両2枚目 8–7         | 西前頭16枚目 4–11       | 西十両4枚目 9–6             | 西十両筆頭 7–8          | 西十両2枚目 7–8             |
| 2019年 （平成31年 /令和元年） | 東十両3枚目 3–12        | 西十両11枚目 8–7        | 西十両10枚目 7–8        | 西十両11枚目 引退 0–3–8     | x                       | x                           |
| 各欄の数字は、「勝ち-負け-休場」を示す。 優勝 引退 休場 十両 幕下 三賞：敢=敢闘賞、殊=殊勲賞、技=技能賞 その他：★=金星 番付階級：幕内 - 十両 - 幕下 - 三段目 - 序二段 - 序ノ口 幕内序列：横綱 - 大関 - 関脇 - 小結 - 前頭（「#数字」は各位内の序列） |                         |                         |                         |                             |                         |                             |

## 合い口
（以下は最高位が横綱・大関の現役力士）
- 元大関・正代には2戦全敗。いずれも正代の大関昇進前の対戦である。
- 元大関・髙安には9勝2敗。いずれも髙安の大関昇進前の対戦である。最後の勝利は2014年11月場所で、決まり手は押し出し。
- 元大関・朝乃山には1勝1敗。いずれも朝乃山の大関昇進前の対戦である。

（以下は最高位が横綱・大関の引退力士）
- 元横綱・貴乃花には1勝。2003年1月場所で初対戦し自身初金星を獲得した｡
- 元横綱・武蔵丸には1勝2敗。2003年7月場所で金星を獲得した。
- 元横綱・朝青龍には6勝17敗（うち不戦勝による1勝を含む）。朝青龍の大関在位中は1敗。朝青龍の横綱昇進後は6勝13敗（うち不戦勝による1勝を含む）。2005年9月場所、2007年5月場所、2008年9月場所、2009年5月場所で、計4個の金星を獲得した。
- 元横綱・白鵬には4勝37敗。白鵬の大関在位中は1勝2敗。白鵬の横綱昇進後は3勝33敗。最後の白星は2012年5月場所で、決まり手は押し出し。
- 元横綱・鶴竜には15勝17敗。鶴竜の大関在位中は3勝6敗。鶴竜の横綱昇進後は1勝4敗。最後の勝利は2016年1月場所で、決まり手は押し出し。
- 元横綱・稀勢の里には17勝31敗。稀勢の里の大関在位中は5勝14敗。稀勢の里の横綱昇進後は対戦が無かった。最後の勝利は2016年1月場所で、決まり手は押し倒し。
- 元大関・貴ノ浪とは、貴ノ浪の大関陥落後に対戦して3勝6敗だった。
- 元大関・千代大海には6勝18敗。2002年5月場所の初対戦から15連敗を喫していたが、16回目の対戦となった2008年1月場所で初めて勝利し、同場所以降に限れば6勝3敗と勝ち越している。
- 元大関・出島とは、出島の大関陥落後に対戦して11勝9敗だった。
- 元大関・武双山には3勝3敗。
- 元大関・雅山とは、雅山の大関陥落後に対戦して13勝11敗。
- 元大関・魁皇には8勝18敗。2011年7月場所の対戦は、魁皇の現役最後の白星となった。
- 元大関・栃東には3勝4敗。
- 元大関・琴欧洲には19勝18敗（うち不戦勝による1勝を含む）と互角。琴欧洲の大関在位中も18勝17敗（うち不戦勝による1勝を含む）と互角。2008年5月場所では、14勝1敗で優勝した琴欧洲に唯一の土を付けた。
- 元大関・琴光喜には8勝19敗。琴光喜の大関昇進後は7勝8敗。
- 元大関・把瑠都には7勝16敗。把瑠都の大関在位中は3勝8敗。把瑠都が1勝5敗と苦手にしている元小結・露鵬には7勝3敗と勝ち越している。
- 元大関・琴奨菊には19勝30敗。琴奨菊の大関在位中は8勝12敗。最後の勝利は2015年5月場所で、決まり手は叩き込み。
- 元大関・豪栄道には13勝21敗（うち不戦敗による1敗を含む）。豪栄道の大関昇進後は1勝6敗（うち不戦勝による1勝を含む）。最後の勝利は2014年11月場所で、決まり手は叩き込み。
- 元大関・栃ノ心には10勝10敗。いずれも栃ノ心の大関昇進前の対戦である。最後の勝利は2016年1月場所で、決まり手はうっちゃり。

### 幕内対戦成績
| 碧山     | 5    | 10    | 蒼樹山     | 2     | 0     | 安芸乃島 | 4  | 4    | 朝青龍   | 6(1) | 17    |  |  |  |
| 朝赤龍   | 16   | 4     | 朝乃山     | 1     | 1     | 朝乃若   | 6  | 4    | 東龍     | 1    | 0     |  |  |  |
| 阿夢露   | 1    | 1     | 荒鷲       | 1     | 2     | 阿覧     | 6  | 3    | 勢       | 4    | 10    |  |  |  |
| 石浦     | 0    | 1     | 逸ノ城     | 1     | 4     | 岩木山   | 6  | 4    | 潮丸     | 2    | 2     |  |  |  |
| 遠藤     | 3    | 1     | 皇司       | 9     | 5     | 大砂嵐   | 2  | 3    | 隠岐の海 | 7    | 8(1)  |  |  |  |
| 小城錦   | 0    | 2     | 魁皇       | 8     | 18    | 魁聖     | 9  | 7(1) | 海鵬     | 6    | 8     |  |  |  |
| 臥牙丸   | 5    | 3     | 鏡桜       | 1     | 0     | 輝       | 1  | 0    | 垣添     | 8    | 5     |  |  |  |
| 鶴竜     | 15   | 17    | 春日王     | 3     | 2     | 春日錦   | 6  | 0    | 片山     | 0    | 1     |  |  |  |
| 稀勢の里 | 17   | 31    | 北桜       | 3     | 2     | 北太樹   | 8  | 6(1) | 木村山   | 0    | 1     |  |  |  |
| 旭鷲山   | 10   | 6     | 旭秀鵬     | 3     | 0     | 旭大星   | 0  | 1    | 旭天鵬   | 18   | 10(1) |  |  |  |
| 金開山   | 5    | 3     | 豪栄道     | 13    | 21(1) | 光法     | 2  | 0    | 五城楼   | 3    | 2     |  |  |  |
| 黒海     | 8    | 7     | 琴欧洲     | 19(1) | 18    | 琴奨菊   | 19 | 30   | 琴ノ若   | 2    | 6     |  |  |  |
| 琴光喜   | 8    | 19    | 琴勇輝     | 3     | 3     | 琴龍     | 2  | 3    | 磋牙司   | 1    | 0     |  |  |  |
| 佐田の海 | 4    | 3     | 佐田の富士 | 1     | 0     | 霜鳥     | 5  | 3    | 十文字   | 8    | 8(1)  |  |  |  |
| 常幸龍   | 2    | 1     | 正代       | 0     | 2     | 翔天狼   | 2  | 2    | 松鳳山   | 11   | 5     |  |  |  |
| 蒼国来   | 1(1) | 2     | 大奄美     | 1     | 2     | 大栄翔   | 0  | 1    | 大至     | 0    | 2     |  |  |  |
| 大道     | 1    | 1     | 貴闘力     | 1     | 4     | 貴ノ岩   | 2  | 0    | 隆の鶴   | 0    | 2     |  |  |  |
| 貴ノ浪   | 3    | 6     | 貴乃花     | 1     | 0     | 隆乃若   | 5  | 8    | 高見盛   | 13   | 5     |  |  |  |
| 髙安     | 9    | 2     | 豪風       | 18    | 16    | 玉飛鳥   | 2  | 0    | 玉春日   | 3    | 12    |  |  |  |
| 玉乃島   | 6    | 11    | 玉力道     | 3     | 1     | 玉鷲     | 2  | 5    | 千代鳳   | 3    | 2     |  |  |  |
| 千代翔馬 | 1    | 1     | 千代大海   | 6     | 18    | 千代大龍 | 3  | 1    | 千代天山 | 2    | 1     |  |  |  |
| 千代の国 | 0    | 1     | 千代丸     | 1     | 1     | 出島     | 11 | 9    | 寺尾     | 1    | 1     |  |  |  |
| 闘牙     | 4    | 7     | 時津海     | 8     | 10    | 時天空   | 17 | 6    | 徳勝龍   | 4    | 2     |  |  |  |
| 徳瀬川   | 2    | 1     | 土佐ノ海   | 5     | 5     | 土佐豊   | 2  | 0    | 栃東     | 3    | 4     |  |  |  |
| 栃煌山   | 9    | 26(2) | 栃栄       | 7(1)  | 4     | 栃ノ心   | 10 | 10   | 栃乃洋   | 8    | 7     |  |  |  |
| 栃乃花   | 3(1) | 4     | 栃乃若     | 3     | 3     | 豊桜     | 2  | 1    | 豊ノ島   | 19   | 21    |  |  |  |
| 豊響     | 8    | 4     | 錦木       | 1     | 2     | 白馬     | 3  | 0    | 白鵬     | 4    | 37    |  |  |  |
| 白露山   | 1    | 1     | 濵錦       | 4     | 0     | 濱ノ嶋   | 2  | 1    | 追風海   | 2    | 3     |  |  |  |
| 把瑠都   | 7    | 16    | 春ノ山     | 0     | 2(1)  | 肥後ノ海 | 1  | 3    | 富士東   | 1    | 3     |  |  |  |
| 武州山   | 2    | 1     | 普天王     | 8     | 5     | 武雄山   | 6  | 5    | 寶智山   | 1    | 0     |  |  |  |
| 豊真将   | 8    | 7     | 北勝力     | 5     | 9     | 北勝富士 | 1  | 0    | 舛ノ山   | 2    | 0     |  |  |  |
| 湊富士   | 1    | 1     | 雅山       | 13    | 11    | 妙義龍   | 5  | 11   | 武蔵丸   | 1    | 2     |  |  |  |
| 武双山   | 3    | 3     | 猛虎浪     | 1     | 1     | よう司   | 1  | 0    | 芳東     | 1    | 0     |  |  |  |
| 嘉風     | 11   | 4     | 竜電       | 1     | 0     | 露鵬     | 7  | 3    | 若光翔   | 1    | 0     |  |  |  |
| 若荒雄   | 4    | 0     | 若兎馬     | 1     | 0     | 若の里   | 9  | 12   | 和歌乃山 | 4    | 3     |  |  |  |

## 褒賞
- 2018年　東奥スポーツ大賞
- 2020年　深浦町特別功労褒賞

## 改名歴
- 杉野森 竜児（すぎのもり りゅうじ）1997年1月場所 - 1997年5月場所
- 安美錦 竜児（あみにしき -）1997年7月場所 - 2019年7月場所

## 著書
- 『けっぱれ相撲道 安美錦自伝』光文社、2022年5月30日発行　ISBN 978-4-334-95307-2